# GIAT M811機炮
GIAT M811是一門由法國陸軍武器工業集團（GIAT）所研製、現由奈克斯特系統公司所生產的全自動、電力驅動、單向或雙向彈鏈輸彈槽供彈式機炮，可用作打擊空中和地面目標的步兵戰鬥及支援武器，发射25×137毫米北約口徑機炮炮彈。

## 歷史
1983年6月，M811首度亮相。它被預定安裝於海上或陸地平台以上，用於防空或直接射擊，並且在適用的情況以下取代現有的20毫米口徑機炮。M811先裝設在次世代系統Vextra系列八輪全驅（8×8）式技術示範裝甲車以上進行試驗，以後正式用於其衍生型VBCI裝步戰車以上。
1995年，土耳其机械和化学工业公司獲得法國的特許生產權以後，生產了448門，並且用作ACV-300步兵戰車上神射手炮塔所裝備的機炮。

## 說明
M811通過外部电动机驅動位於機匣內部的凸輪軸以進行操作。該軸所具有的螺旋狀凸輪槽，可與槍栓以上的鎖耳接合；這使得當凸輪軸旋轉時，槍栓可前後運動。該軸也與供彈機構嚙合，使得供彈與槍栓的運動處於嚴格的同步。該機炮還配備了懸掛式保險裝置。發射模式為單發、短點射與長點射，具有125或400發／分鐘之間預選的循環射速。藉由電動供彈器選擇裝置，該機炮可以手動選擇或遙控選擇撞擊底火式25×137毫米北約口徑彈藥的供彈來源。選擇供彈來源以後，從擊發過的首發過後都會由當前所選的供彈來源的彈鏈供應彈藥。外部電源功能可用於使用模擬彈進行維護和訓練。M811可用以發射所有25×137毫米北約標準彈藥。目前，次世代系統公司所提供的彈藥種類包括：高爆燃燒曳光彈（HEI-T）、打靶訓練彈（TP）、打靶訓練曳光彈（TP-T）、脫殼穿甲曳光彈（APDS-T）和尾翼穩定脫殼穿甲曳光彈（APFSDS-T）。根據次世代系統公司的數據，M811 25毫米機炮的準確度使得它所發射的所有炮彈可在1,500公尺的範圍以內擊中直径為1.5公尺的目標。

## 外部連結
- MilitaryLeak.com—Nexter M811 25 mm Cannon（页面存档备份，存于）（英文）
- Army-Guide.com—25 M811（页面存档备份，存于）（英文）
- Pmulcahy.com—French Autocannons（页面存档备份，存于）（英文）